# 小渋川
小渋川（こしぶがわ）は、一級河川天竜川の主要支流のひとつ。
赤石山脈（南アルプス）の赤石岳山頂付近に発し、源流から天竜川合流までの標高差は2000mに達する。約300km2の流域面積をもち、中央構造線など日本列島を構成する地盤の主要部を横断しており、流域には大規模な崩壊地形を数多く持っている。そのため天竜川のさまざまな支流の中でも「最も荒れ川」で土砂の量が多いとされていて、その土砂を減らす目的で小渋ダムが建設された。

## 概要

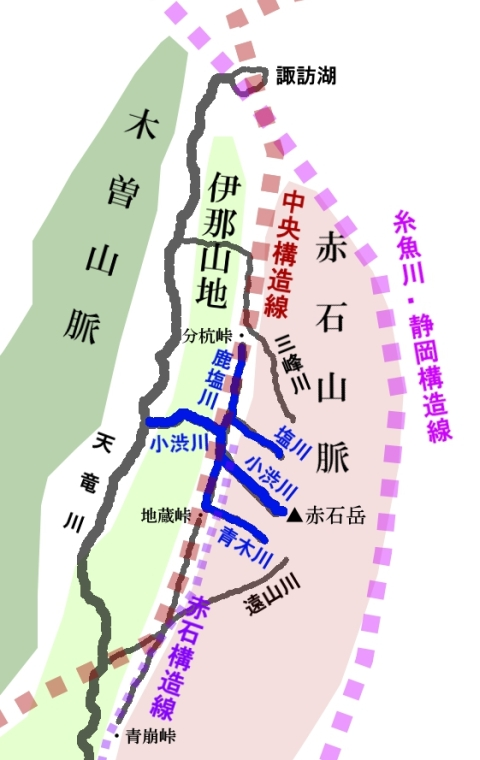
中央構造線の谷に沿って流れる河川

小渋川は天竜川の代表的な支流の一つであり、天竜川からみて「上流域」に相当する。小渋川の源流は南アルプスを代表する赤石岳(3120m)、荒川岳(3141m)、大沢岳(2819m)、奥茶臼山(2474m)、烏帽子岳(2726m)、小河内岳(2802m)などにある。
小渋川は日本列島を構成する主要部である中央構造線付近を流れている。特に、小渋川の支流である青木川・鹿塩川と、小渋川の中流部は中央構造線の直上を通っており、このあたりには赤石構造線という別の断層も合流している。東西に流れる小渋川の本流は腰部断層という断層の直上を流れているほか、南北に走る断層をいくつも横断している。こうした地勢上、流域は断層にともなう土砂崩れの多い地域で、数多くの崩壊地形を持っている。そのために、土砂の多い天竜川の中でも、その流入がきわめて多い支流で、古くから「小渋の濁流は天竜をも濁らす」と言われてきた。そのため、1937年（昭和12年）以来、国によるさまざまな土砂対策が行われている。
小渋川は中央構造線の谷を流れた後、西へ向きを変え、伊那山地を分断する形で大峡谷を築いている。これは伊那山地の隆起が始まるより前から小渋川が流れていた（先行河川）ことで生じた谷であり、この峡谷（小渋峡）に小渋ダムが建設され、砂防、発電、灌漑など多目的に利用されている。
小渋川の流域の大半は大鹿村に属している。伊那地方で「三六災害」と呼ばれる昭和36年（1961年）の集中豪雨では、流域各地で土砂災害が起き、いくつかの集落が消滅した。これによって大鹿村は大きく人口を減らすことになった。
古くは、小渋川の上流部は「島川」と呼ばれていた。「島川」は南からくる青木川と合流し、そこから下流を「小渋川」と呼んでいた。いまは河川名としての「島川」は使用されておらず、上流も含めて「小渋川」と呼ばれている。本項では、天竜川への合流点から小渋峡入口（鹿塩川合流点）を「下流」、青木川合流点までを「中流」（かつての「小渋川」はここまで）、小河内沢合流地点までを「上流」（かつての「島川」相当部分）、それより上を「源流」として説明する。

## 源流

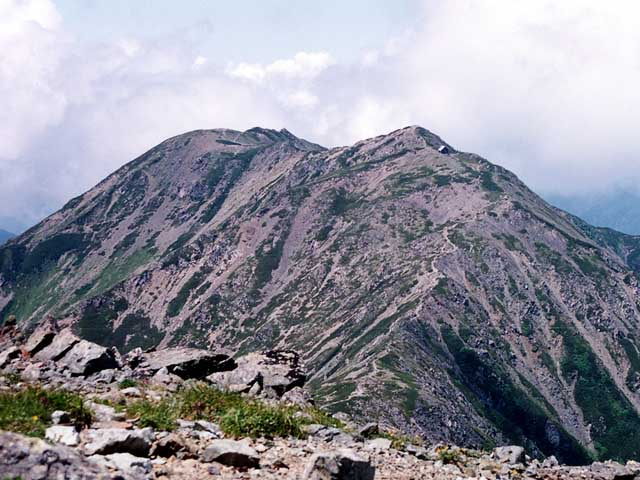
荒川岳山頂。左側が「前岳」、右側が「中岳」

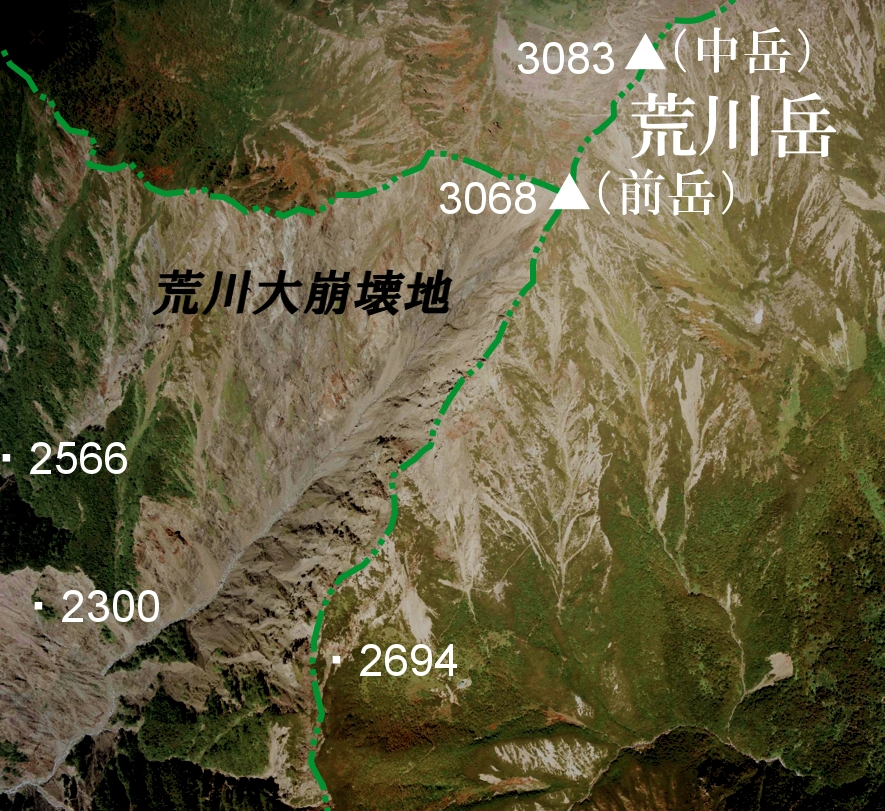
荒川岳山頂付近の荒川大崩壊地（1976年撮影）

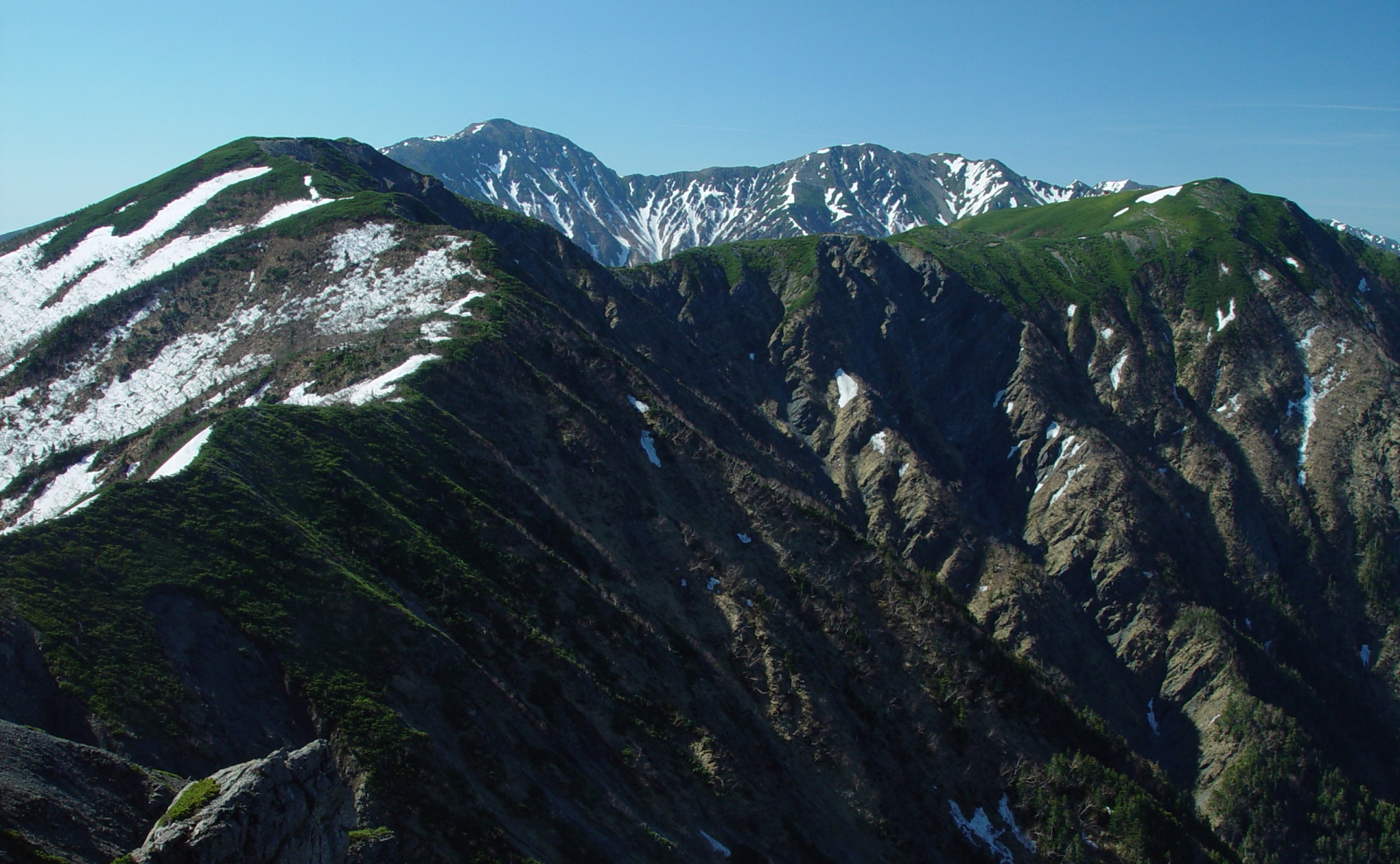
塩川源流の烏帽子岳から望む小河内岳（小河内沢源流）・荒川岳。大崩壊地はこの反対側の斜面にある。

小渋川の源流は、荒川岳（前岳・3068m）、小赤石岳(3081m)、赤石岳(3120m)、大沢岳(2819m)と連なる赤石山脈の西斜面にある。荒川岳（前岳）の山頂付近から南西へ下る「荒川」・「井戸川」、赤石岳の山頂付近から西へ下る「本岳沢」、大沢岳の百聞平付近から北へ下る「福川」「キタ沢」「キタ山沢」などがこれに当たる。

### 荒川大崩壊地
とくに「荒川」の源流である荒川岳南西斜面の標高3000-2500m一帯は、「荒川大崩壊地」と呼ばれ、天竜川流域を代表する崩壊地である。ここは3000m級の山頂付近から落差500mにも及ぶ「すさまじい」崩壊地で、いまも豪雨のたびに崩壊を続けている。史料によれば、一帯では年貢として木材（榑木）の供出が課されており、江戸時代初頭から100年あまりにわたり木材の伐採が続けられた。フォッサマグナと中央構造線の交点付近にあたるこの地域は元来地質が不安定であり、木材の伐採も相まって斜面の崩壊が始まったとされている。

### 広河原
荒川大崩壊地から崩れ出た岩石は標高1600-1300m付近で、幅200-300m、長さ1500mあまりにわたって谷を埋めて「広河原」と呼ばれる緩斜面を形成している。史料では広河原は1710-1760年ごろに拡大したと伝えられている。広河原では、赤石岳・荒川岳・大沢岳の山頂付近から標高差1500mあまりを一気に下ってきた沢が集まり合流している。広河原は登山中継地になっており、標高1440m付近に広河原小屋という山小屋（無人）も設けられている。

### 高山ノ滝
広河原からさらに高山(2293m)の南斜面を下ってきた「高山沢」が「高山ノ滝」を経て合流する。板屋岳(2646m)・大日影山(2573m)方面からは、「板屋薙」という崩壊地から来る「板屋沢」が合流してくる。奥茶臼山(2474m)の北斜面からは「前茶臼ナギ」という崩壊地に発する「上沢」が合流してくる。

### 赤石岳登山の小渋川ルート
赤石岳・荒川岳を目指す上級者向けの登頂ルートとして、小渋川を遡って西斜面から「大聖寺平」と呼ばれる鞍部を目指すルートがある。
このルートでは、現在は標高1000m付近の湯オレ沢付近までしか一般車両は通行できず、そこからは徒歩となる。1.5kmほど先の「七釜橋」を渡ると道も途絶え、そこから先、数kmは谷底の小渋川の河原をさかのぼることになる。その途中では10数回あまり、橋のない沢を渡渉することになるが、最も水が少ない時期でも水量は腰まで浸かるほど深く、狭い岩場の谷底のため降雨時の増水でも避難する場所もないため危険である。
「日本アルプスの父」と称される登山家のウォルター・ウェストンもこのコースを通ったことがあり、ウェストンは広河原を経て途中の標高2400m付近にある「船窪」で休息をとったと伝わっている。

### 前茶臼ナギと旧小渋温泉

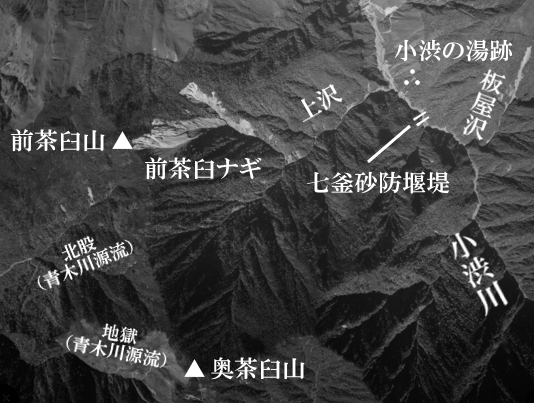
茶臼山周辺（1970年撮影）

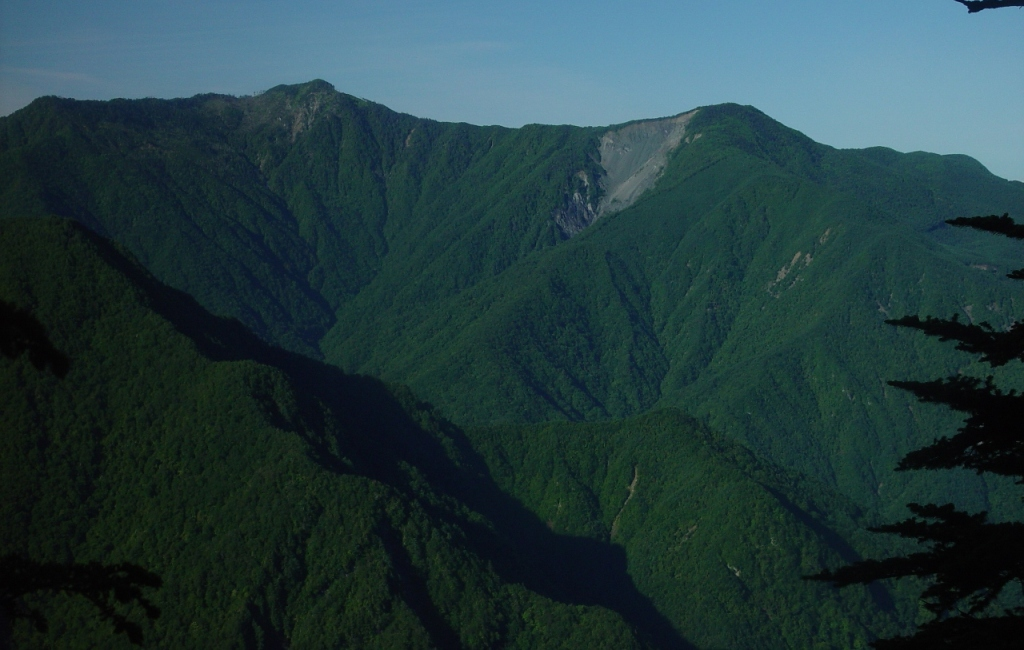
奥茶臼山（左）と前茶臼山（右）

上沢は小渋川左岸の奥茶臼山と前茶臼山(2331m)から来る支流である
。その沢筋は両山の斜面でいくつにも分かれているが、そのうち前茶臼山の東斜面の沢は「前茶臼ナギ」と呼ばれる大崩壊地を源にしている。
このあたりは、諏訪湖方面から静岡県までを南北に貫いている「戸台構造線」「仏像構造線」、東西に走る「小渋断層」「茶臼断層」が入り乱れており、特に茶臼山はこれらの断層に挟まれた三角地帯に位置している。
このため前茶臼山は山頂から大きく薙ぎ落とされたように崩壊しており、2300m級の山頂から高低差800mほどに及ぶV字型の崩壊地になっている。これを「前茶臼ナギ」と呼ぶ。
上沢が小渋川に合流する地点の対岸には、旧小渋温泉（小渋の湯跡）がある。ここはかつてウェストンも入浴したと記録されている。1898年（明治31年）7月 に前茶臼ナギで大崩壊が起き、小渋温泉は土石流の直撃を受けて温泉経営者を含む10名の犠牲者を出した。温泉地はこれによって廃れ、今は下流に新しい小渋温泉が営まれている。この時の水害では後述する鹿塩川方面でも甚大な被害を出しており、製塩工場が廃業となる原因になっている。前茶臼ナギでは30年後の1929年（昭和4年）にも大災害を起こしている。

### 七釜砂防堰堤
一般車の通行はできないものの、七釜橋の先まで道が通じているのは七釜砂防堰堤という砂防堰堤が築造されているからである。荒川大崩壊地からの膨大な土砂の流入を食い止めるため、仏像構造線という断層直上につくられたもので、1984年（昭和59年）に完成した。小渋川の堰堤としてはもっとも上流にあるものである。
川床は大量の岩石が積み重なっていて、これらを貫く深い基礎を建造するのは困難だった。そのため、箱状のコンクリート構造物を地中に埋設する「ケーソン工法」によって建設されたもので、堰堤に採用されるのは全国的にも珍しいものである。
堰堤は高さ28m、堤長122.5mあり、121万m3の土砂を貯められるように設計されている。

## 上流

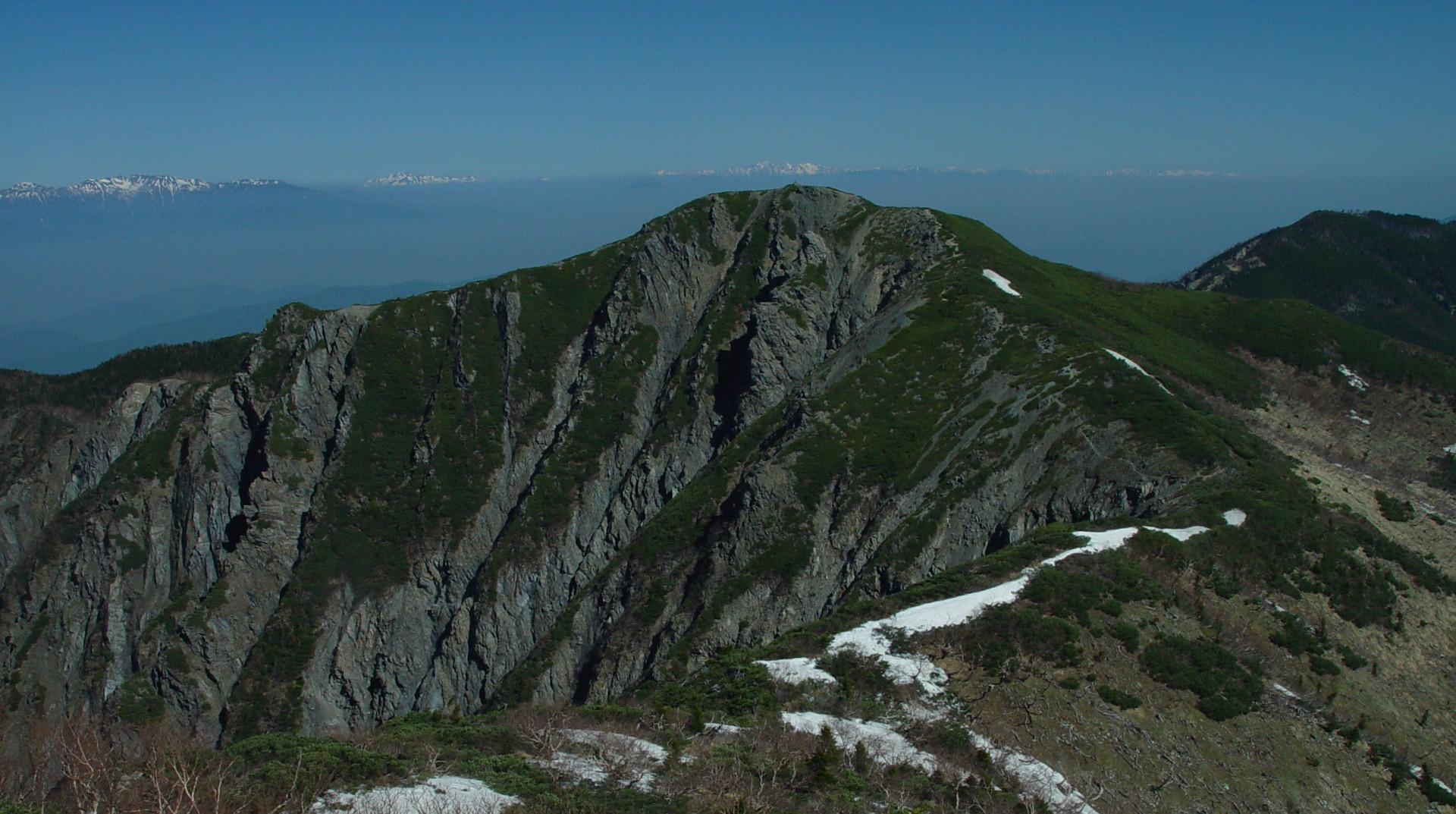
小河内沢源流の烏帽子岳山頂付近のナギ（崩壊地形）

### 宗良親王と信濃宮
小渋川の上流域にあたる大鹿村は、南北朝時代に後醍醐天皇の皇子宗良親王が30年あまりにわたって暮らした地で、「信濃宮」と呼ばれていた。大鹿村は大河原村と鹿塩村が合併してできた村名で、「大河原」（大川原）は宗良親王による史料にしばしば登場し、親王は南朝に与する東国武士をこの地から支え、とくに天竜川西岸を勢力下にしていた。小渋川の右岸には小渋温泉があり、これは宗良親王の従者だった渋谷三郎という人物が発見したものと伝えられている。

### 小河内沢と御所
小渋川本流沿いの集落としては最も上流にある釜沢地区では、「小河内沢」という支流が北から合流する。小河内沢は、烏帽子岳(2726m)・小河内岳(2802m)の西斜面を下ってくる支流である。烏帽子岳の山頂直下には「烏帽子岳のナギ」という崩壊地形がある。小河内沢は西へ向かっていくつかの沢を集めた後、南東へ向きを転じる。そのあたりを「御所平」といい、かつて宗良親王の館があった。今は定住者もなく草原と化しているが、その中に何本かの松の古木があるほか、付近の「的場」からは鉄製の矢尻が複数見つかっており、かつて武士の調練場があったと考えられている。宗良親王の遺した和歌に「いづかたも　山のは近き　柴の戸は　月見る空や　すくなかるらむ」というものがあり、これは御所で詠まれたものだと考えられている。
また、釜沢地区にある宇佐八幡神社の宝篋印塔は宗良親王の墓所と伝えられている。釜沢地区からは小渋川の右岸に県道253号が走っており、沿道の小渋温泉や上蔵地区にも宗良親王ゆかりの史跡が散在する。
小河内沢の標高1100m付近に設けられた砂防ダムには「御所平取水堰」が併設されている。小渋川の源流に近い七釜と小河内沢の御所平から取水した水は、下流の大鹿発電所に送られて発電に利用されている。

### 小渋温泉

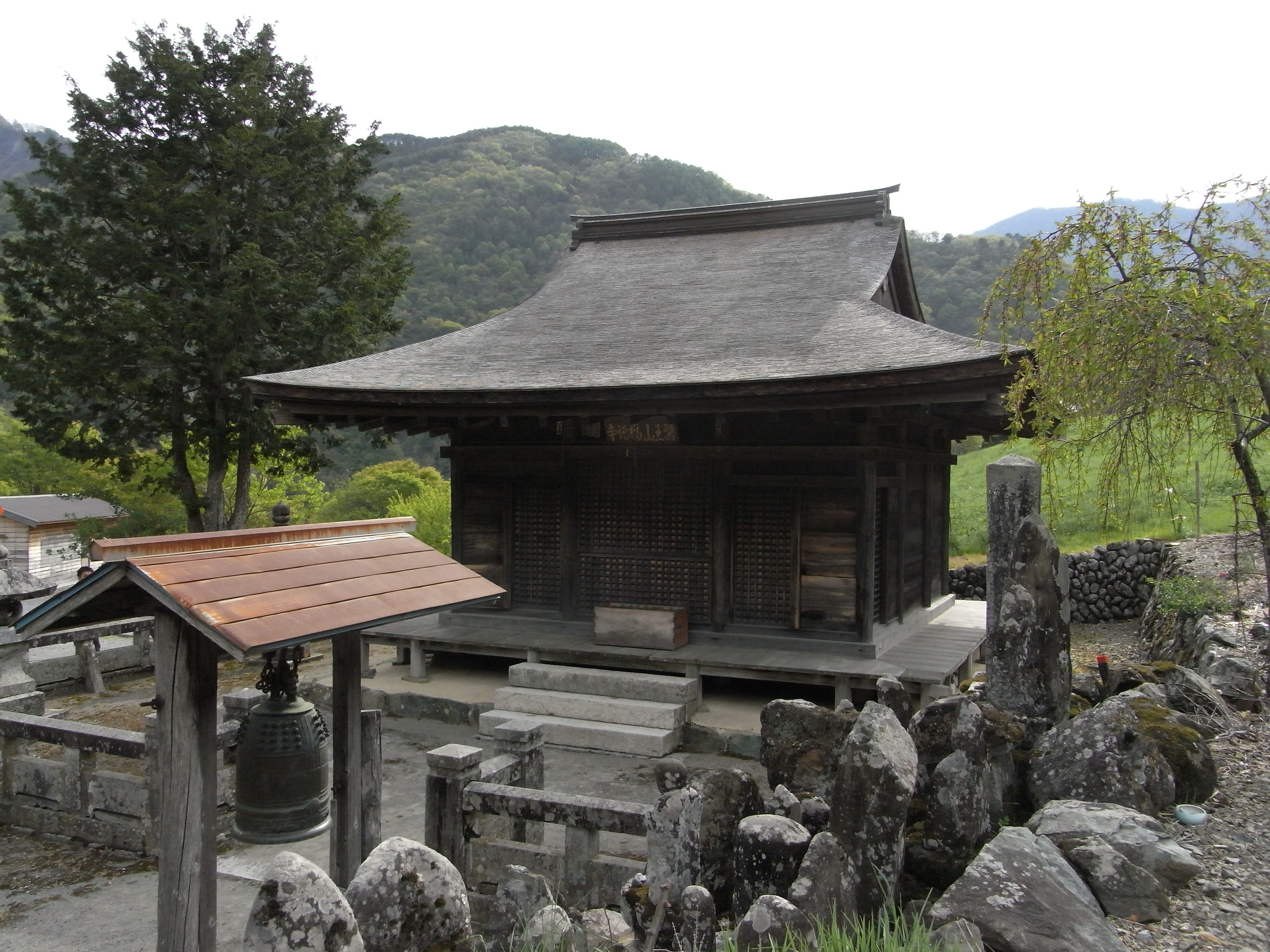
福徳寺本堂（重要文化財）（2009年撮影）

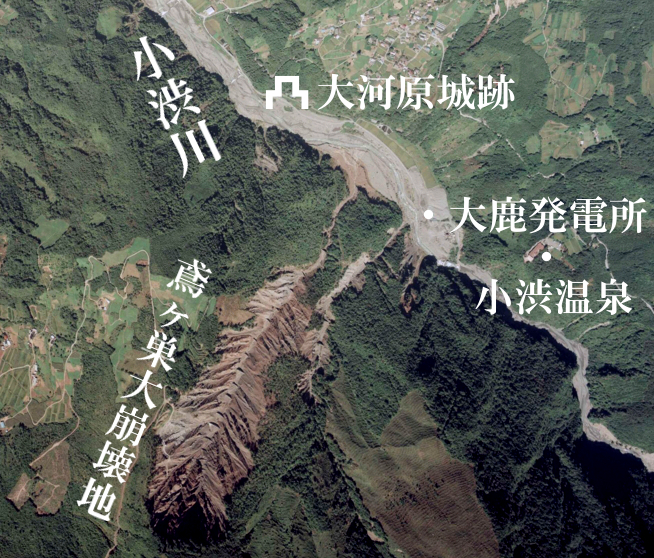
上蔵付近の航空写真（1976年撮影）

小渋温泉は小渋川の右岸にある。かつては湯宿が何軒かあり、源流に近い七釜橋のあたりにも風呂があった。多くは既に閉鎖されており、2015年時点では一軒宿である。詳細は小渋温泉参照。

### 上蔵の大河原城
小渋温泉のある1kmほど下流の右岸には、谷底から100mほどの高さがある断崖上に地すべり地形の平地があり、「上蔵（わぞ）」地区がある。ここには宗良親王の重臣・香坂高宗の居城だった大河原城があった。城のまわりの空堀などの遺構が残されているものの、多くの部分は谷底に崩落して現存しない。付近には香坂高宗の墓地も残されている。
このほか上蔵にはさまざまな史跡がある。このうち福徳寺（曹洞宗）は本堂が国指定の重要文化財となっている。福徳寺の仏像には平安末期に建立されたという墨書きがあるが、1953年（昭和28年）の解体修理に伴う調査では、鎌倉時代以降のものと結論付けられている。重文となっている本堂は室町時代の建築で、天台宗の座主だった宗良親王が建立したものとみなされている。

### 上蔵砂防堰堤
上蔵地区にさしかかる手前では小渋川両岸の岩が迫り、川幅は約18mと狭くなっている。ここには1954年（昭和29年）に建設された上蔵砂防堰堤がある。堰堤は高さ23mで、1961年（昭和36年）の集中豪雨災害（後述）の際には底部が破壊されたものの、堤体の石積みは耐えぬいた。
この堰堤は天竜川流域では唯一となるアーチ式の設計で、2009年（平成21年）に国の登録有形文化財となった。

### 鳶ヶ巣大崩壊地
上蔵の対岸には小さな沢が流入しているが、その上流の谷は全体が崩壊地になっており、鳶ヶ巣（鳶ヶ巣大崩壊地）と呼ばれている。崩壊地は全体で30haの広さがあり、古来から赤い岩肌を晒しており、「赤ナギ」とも呼ばれていた。
一帯は40度の急斜面になっており、ここから崩落した土砂がたびたび小渋川を堰き止めて災害を引き起こしてきた。近年は緑化によって崩壊を食い止める取り組みが行われている。

## 中流

### 赤石構造線

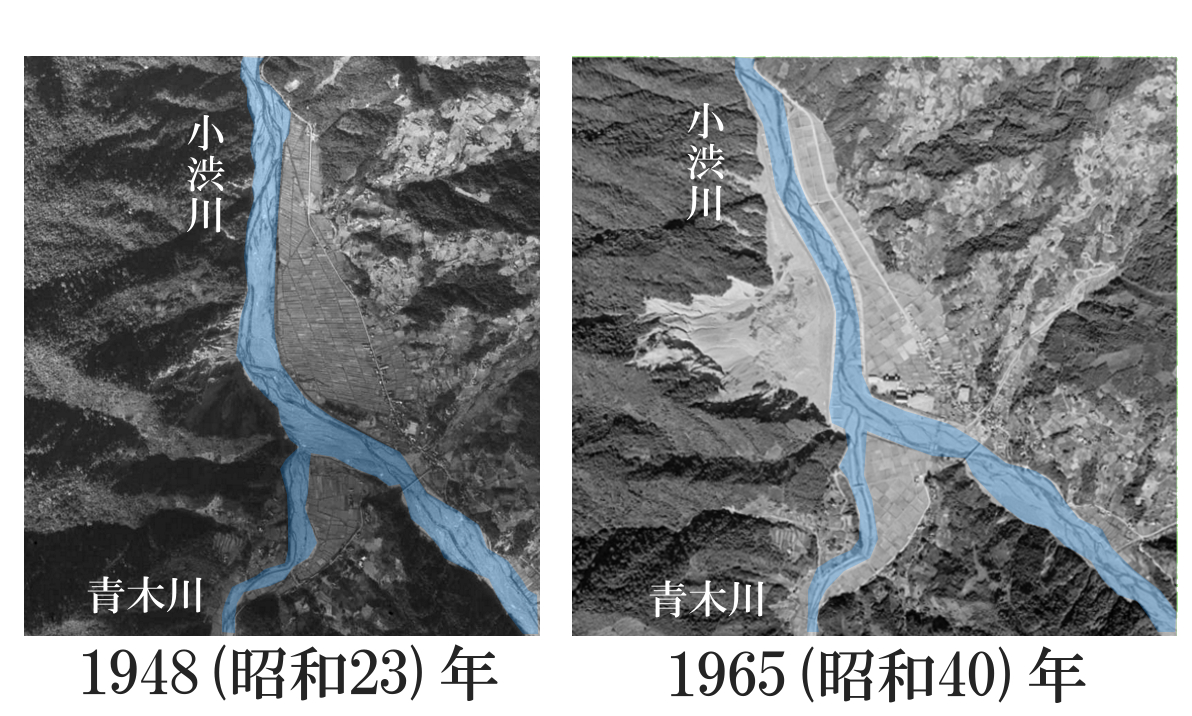
大西山崩壊前後の空中写真

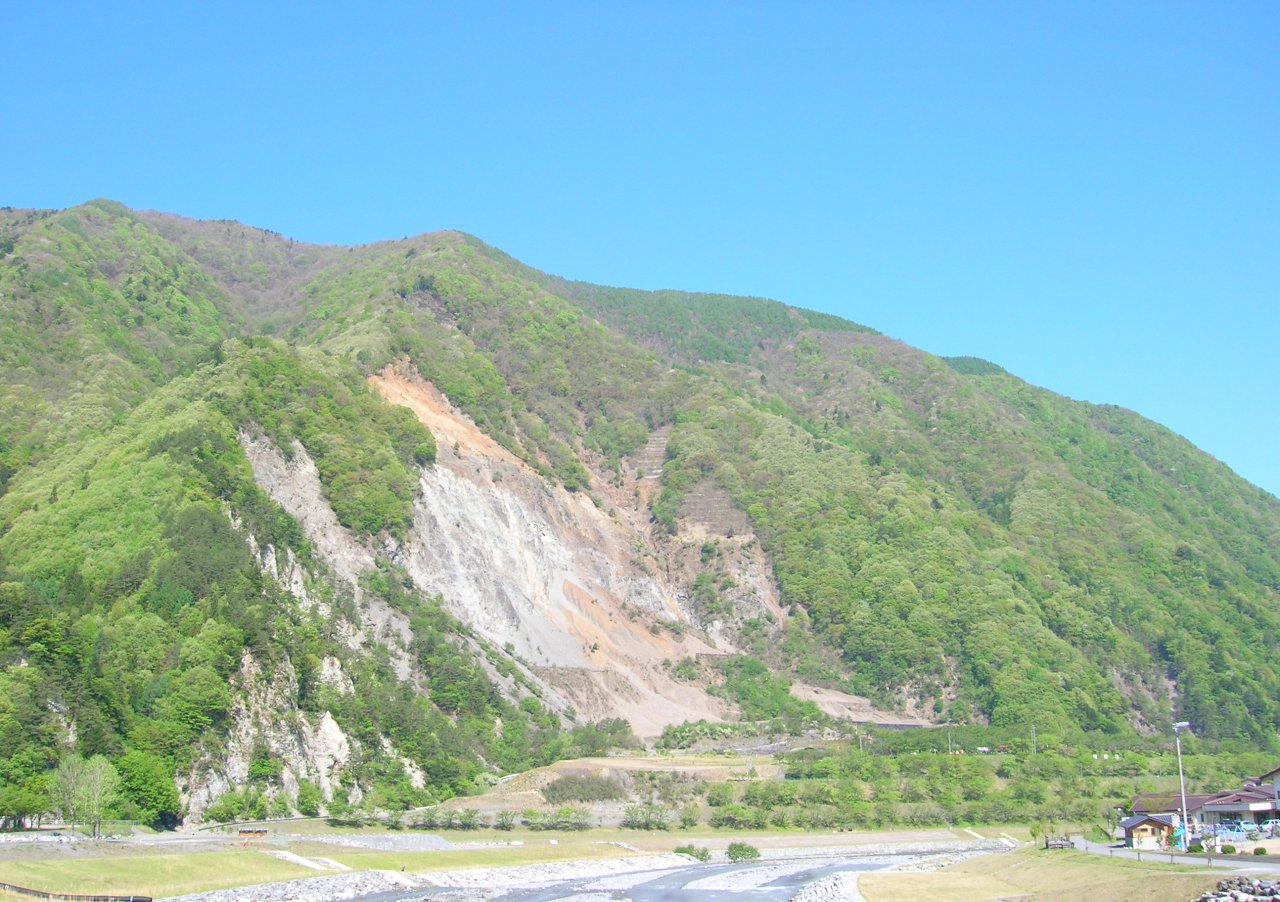
大西山の山裾の崩壊地（2008年）

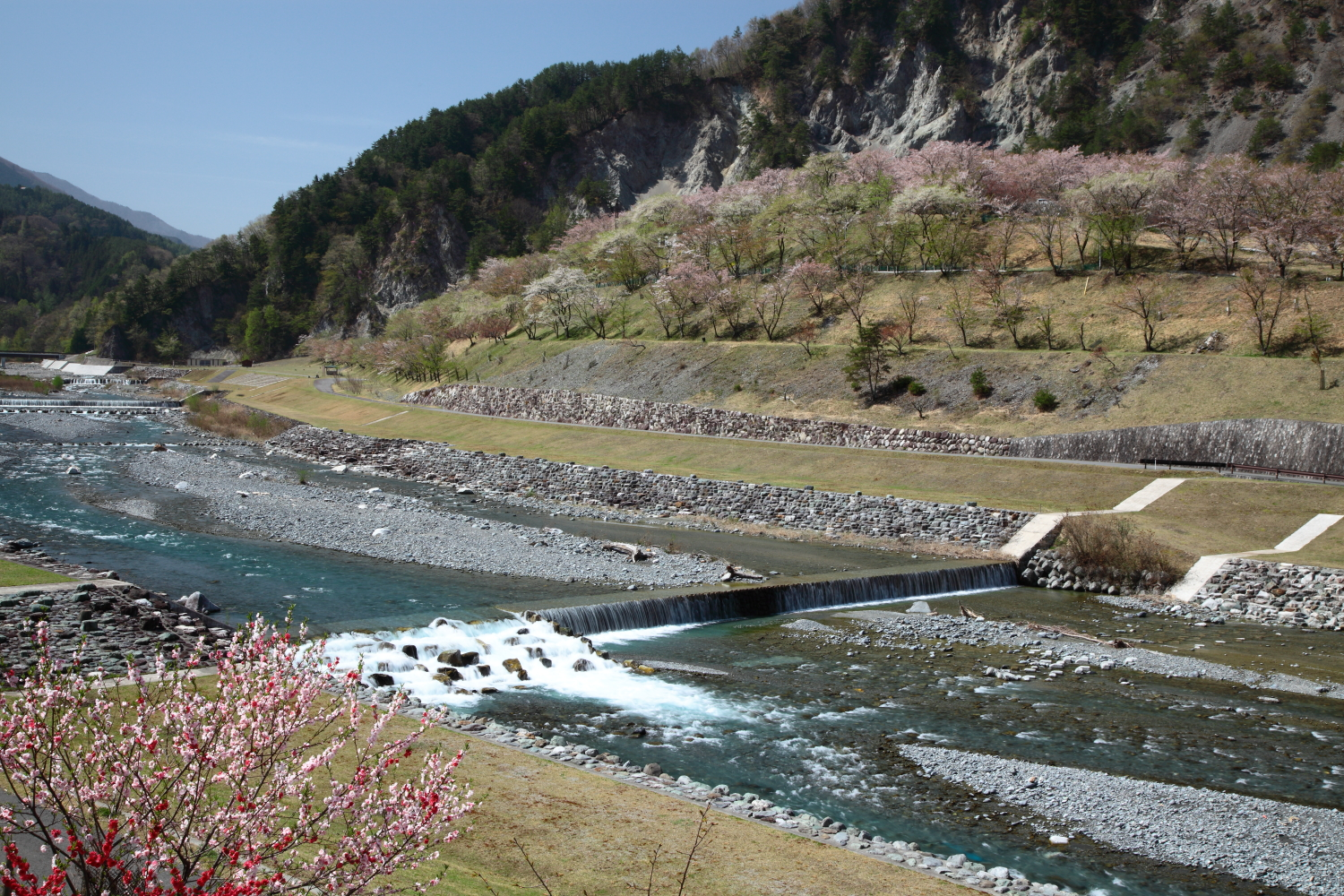
春の小渋川と大西公園（2012年）

上蔵地区を過ぎると谷底が開け、南からくる青木川が左岸から合流して、小渋川は北へ向きを変える。さらにその先では北から流れてきた鹿塩川が右岸から合流する。青木川、鹿塩川と、両支流の合流点のあいだの小渋川はほぼ南北方向にまっすぐ流れているが、これは赤石構造線（赤石裂線）と呼ばれる地質構造線による谷である。赤石構造線は、日本列島を構成する東西の地質帯のズレによってできた構造谷で、水窪川、青崩峠、遠山川、地蔵峠、青木川、小渋川、鹿塩川、分杭峠、三峰川などがほぼ一直線に並んでいる。
小渋川と青木川の合流地点には、小渋川の流域・大鹿村でもっとも広い平地が形成されており、かつては「島川原」と呼ばれていた。特に小渋川右岸には住宅や公共機関などが集まり市街地が形成されている。両川に挟まれた三角地帯には、中央構造線博物館などが整備されている。

### 小渋橋
地蔵峠から青木川に沿って北上してきた国道152号（秋葉街道）は、小渋川との合流地点で渡河し、小渋川の右岸へ続いている。ここには1956年（昭和31年）完成の3連アーチ橋・小渋橋が架かっており、2011年（平成23年）に国の登録有形文化財となっている。また、「信濃の橋百選」にも選ばれている。
現在は新設の「新小渋橋」が架けられ、国道152号は新小渋橋を通り、小渋橋は村道扱いになっている。

### 大西山の崩壊
この構造線の西側（伊那山地）は風化した花崗岩やマイロナイト（鹿塩マイロナイト、鹿塩片麻岩）を中心とした山地で、特に地質が脆い。このため小渋川中流の左岸は山崩れを起こしやすく、青木川の合流地点ではかつて大規模な崩落で甚大な被害を出したことがある。1961年（昭和36年）の梅雨と台風による集中豪雨で、青木川の左岸に聳える大西山(1741m)の山腹が高さ450m、幅500m、厚さ15mにわたって崩壊した。
これによっておよそ320万m3 に及ぶ土砂によって2つの集落が飲み込まれ、死者行方不明者42名、重軽傷者642名の被害を出した。失われた家屋は39戸、水田も30町あまりが失われた。これは中央構造線上で起きた土砂災害としては最悪のものである。
大崩落が起きたのは6月29日の朝9時10分と記録されている。このとき鉄筋コンクリート製の小中学校の体育館にも土砂が押し寄せて破壊された。普段であれば体育の授業中のはずだったが、臨時休校としていたために児童への被害は免れた。破壊された家屋は土砂に飲み込まれたものだけでなく、山の崩壊に伴う突風によって倒壊したものもあった。このほか支流の滝沢川や田島沢沿いでも、集落が三六災害によって無人になった。
この豪雨では小渋川の流域ではほかにも近隣で山崩れが起きたほか、伊那谷のあちこちで甚大な被害を出した。これが昭和36年に起きたことから長野県ではこれを「三六災害」と称し、今でも毎年土砂災害対策を振り返る日となっている。大鹿村では、災害以前にあった集落は全戸移転してしまい、これが村の過疎化に拍車をかけることになった。崩壊地は「賽の河原」と化したが、のちに3000本の桜が植樹されて大西公園となり、今では桜の名所として親しまれている。

## 下流

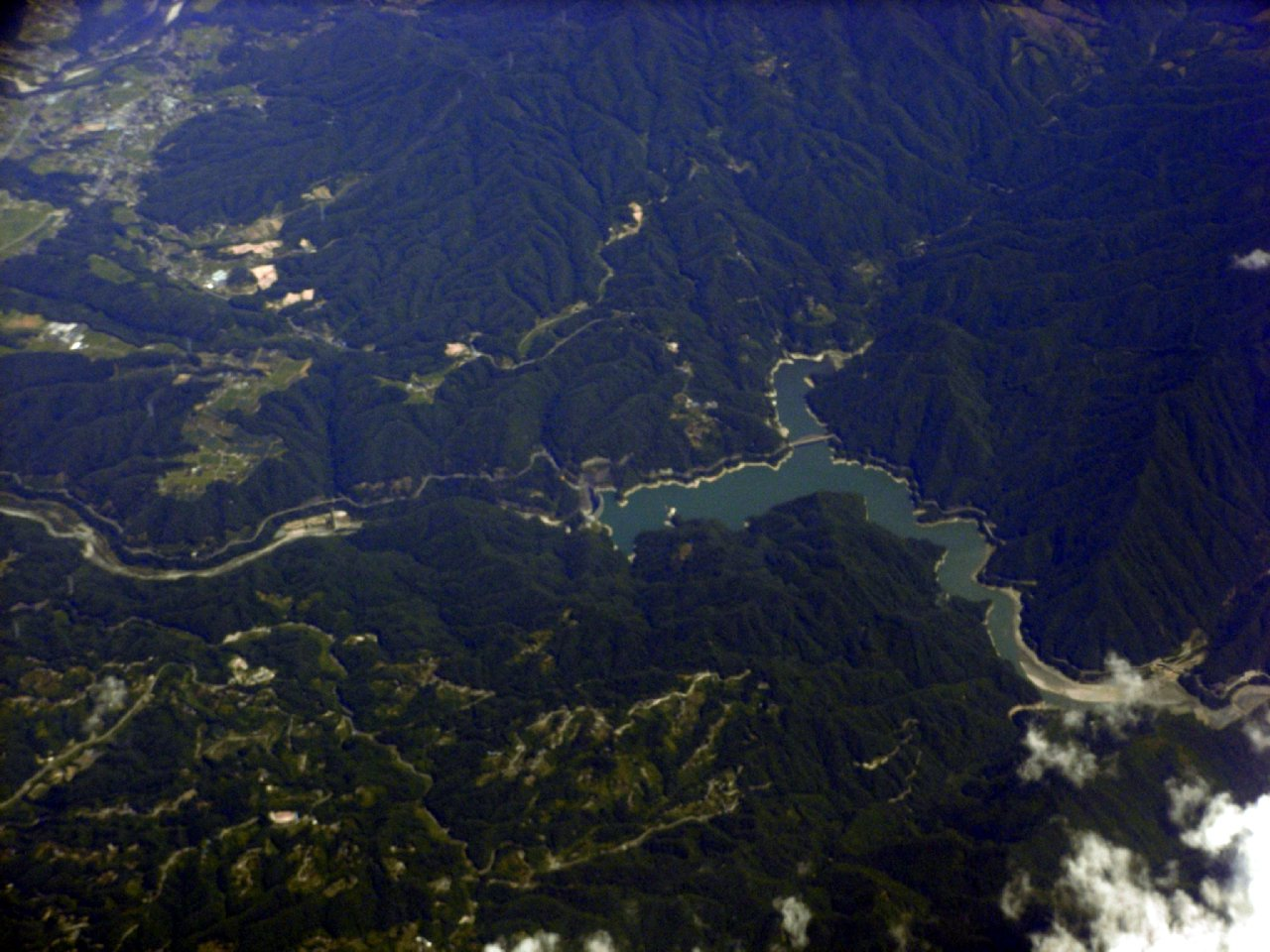
小渋峡にできた小渋湖。画像上方から流入してくるのは四徳川。

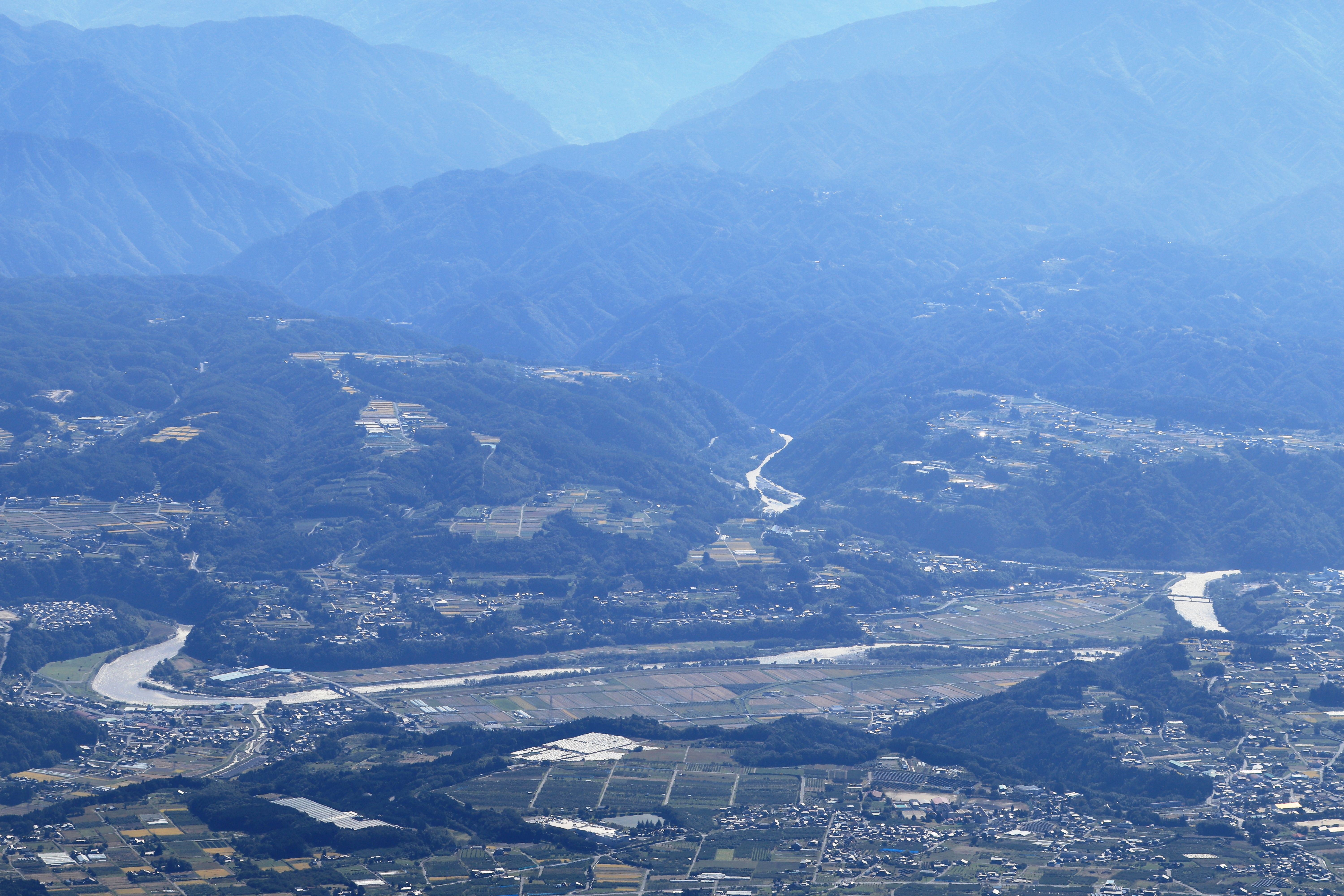
西側の木曽山脈の烏帽子岳から望む天竜川（手前）に合流する小渋川（中央）の下流域

### 小渋峡
小渋川は、青木川を合わせて北へ流れたあと、北から来る鹿塩川と合流すると90度向きを変えて西へ転じる。ここから小渋川は、先行河川となって伊那山地を南北に分断して落差400mほどの大峡谷を刻んでいる。これを小渋峡（こしぶきょう）と呼ぶ。

### 小渋ダム・小渋湖
1949年（昭和24年）から小渋峡に小渋ダムを建設する計画があり、三六災害（1961年）を経て1963年（昭和38年）から建設省直轄工事として建設が行われた。これにともなって集落の移転があったほか、湖岸に県道59号が整備されて大鹿村奥地への交通の便が改善された。ダムは1969年（昭和44年）に完成し、生じたダム湖は小渋湖と命名された。
ダムは小渋川上流の土砂が天竜川へ流入するのを防ぐほか、水力発電、灌漑用水（小渋川一貫水路）の確保に利用されている。小渋ダムと同時期に建造された美和ダム（三峰川）は、特定多目的ダム法に基づくダムとしては第1号だった。近年はダム内への土砂の堆積が進んでいるため、ダムの内外に通じる水路トンネルを掘り、土砂の影響を避けて水利ができるように改良が行われている。
小渋ダムを出た小渋川は、そのまま西流して天竜川に注いでいる。天竜川への合流地点から3kmの区間は国土交通省・天竜川上流河川事務所の駒ヶ根出張所が管理をしているほか、全流域を小渋川砂防出張所で担当している。

## 主な支流

### 青木川

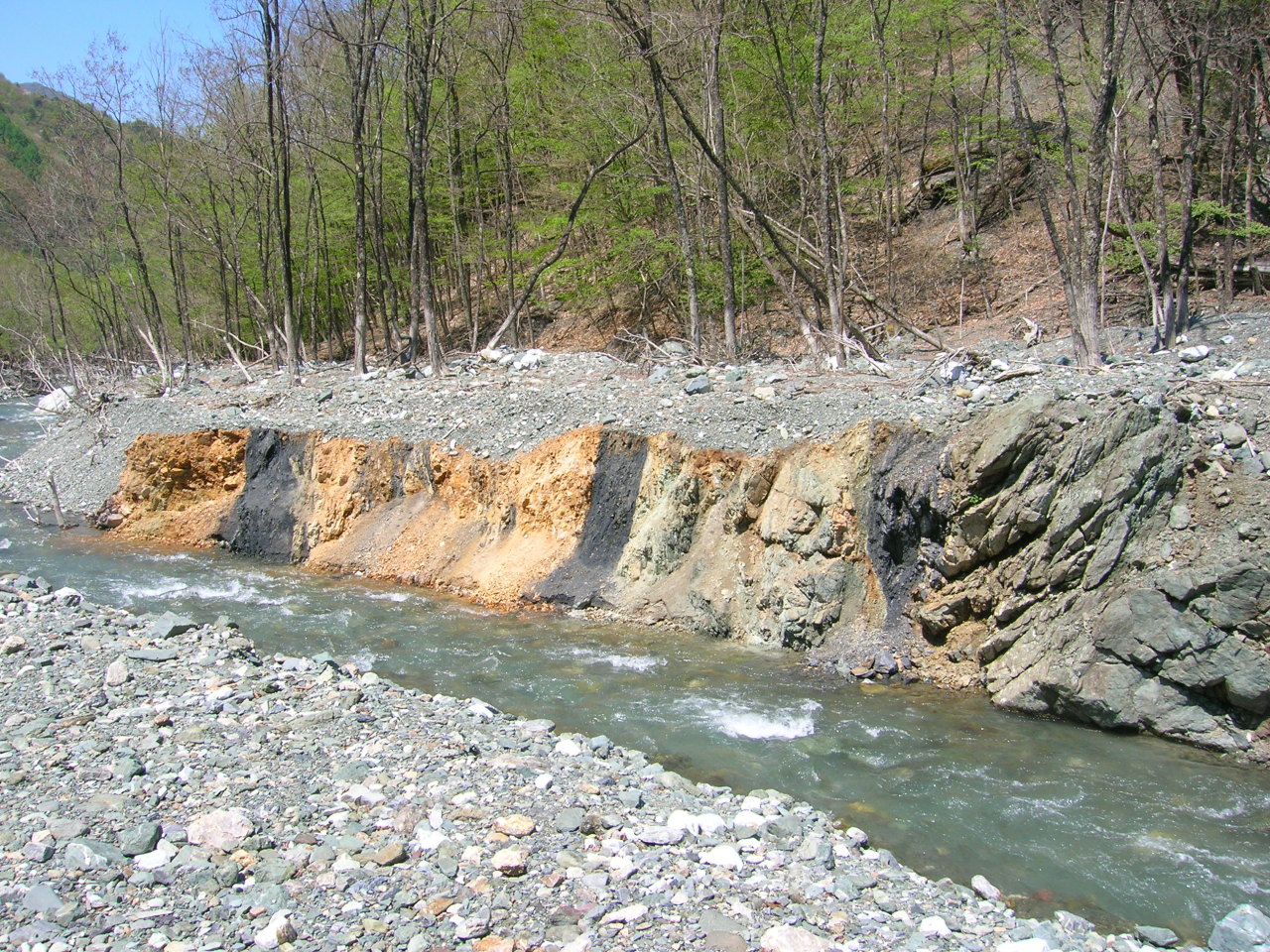
安康露頭（2008年）

青木川（あおきがわ）は小渋川の支流である。奥茶臼山(2474m)の西斜面に発する「北股」「地獄」、尾高山(2212m)の北斜面に発する「南股」といった沢が「燕岩」で合流し、高低差200mあまりを一気に下って赤石構造線上の谷に出る。ここで南の地蔵峠から下ってきた沢と合流し、そこから中央構造線・赤石構造線に沿ってまっすぐ北へ向かう。
赤石構造線は大きな断層帯になっており、左岸と右岸でははっきりと地質が異なっているのが大きな特徴である。構造線の右岸（東側）は結晶片岩であるのに対し、左岸（西側）は花崗岩、片麻岩、圧砕岩（鹿塩片麻岩）となっている。右岸（東側）は日本列島を構成する構造体のうち「外側」（外帯）の三波川変成帯に属し、左岸（西側）は「内側」（内帯）の領家変成帯に属している。
安康露頭
青木川の谷では、川に沿って各所でこの断層面が露頭になっている。立間沢や深ヶ沢（しんがさわ）といった支流の沢に入り、岩場をハンマーで叩くと岩が断層面（中央構造線）を境に色が変わっており、容易に観察できる。中でも安康南沢の合流点にある「安康露頭（あんこうろとう）」では、領家変成帯の赤い花崗岩と三波川変成帯の緑色の緑色片岩・黒色片岩、さらに2列の岩が並んでいるのを観察でき、天然記念物「大鹿村の中央構造線（北川露頭・安康露頭）」に指定されている。このほか地蔵峠にも露頭があったが、現在は道路の法面として防護されており、見ることはできない。三六災害の大崩壊で甚大な人的被害を出した大西山も青木川の左岸の山である。
青木川沿いの地域はかつて豊富な木材の供給地となっていて、大規模な伐採が行われ、輸送路は索道や森林軌道で伊那電気鉄道（飯田線の前身）と接続されていた。
青木川では近年はイワナなどの放流により、レジャーとしての渓流釣りの人気地になっている。

### 鹿塩川

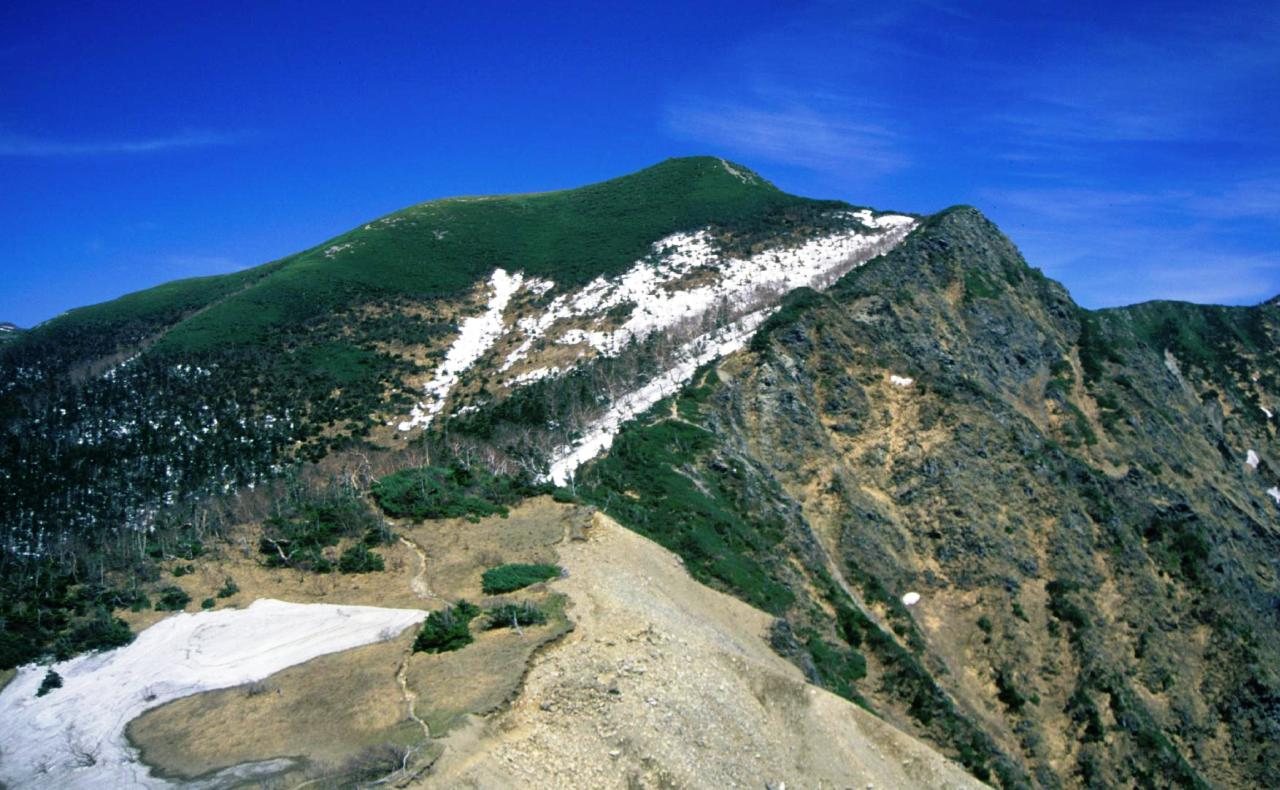
鹿塩川源流の三伏峠と烏帽子岳

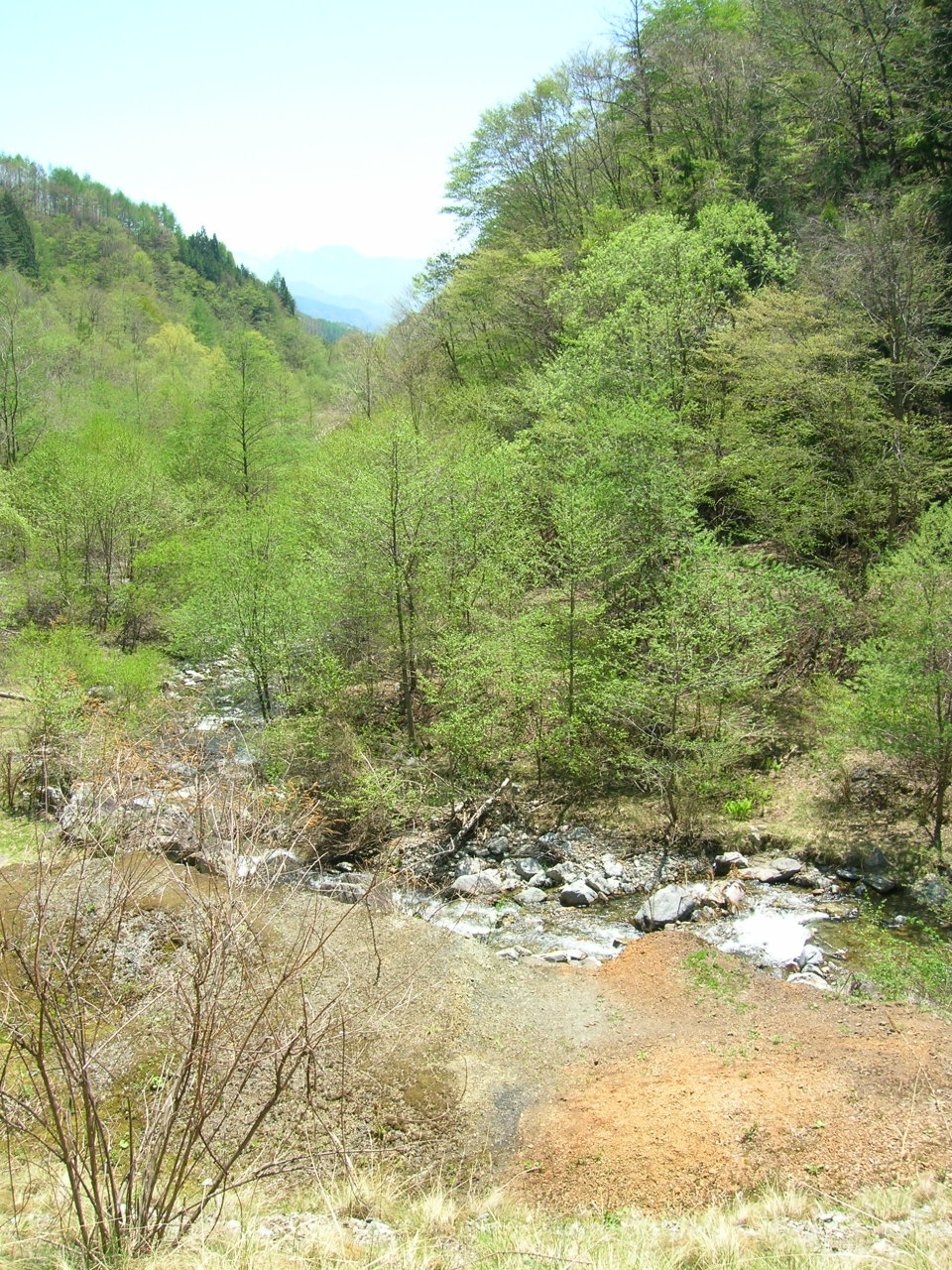
鹿塩川と北川露頭（2008年）

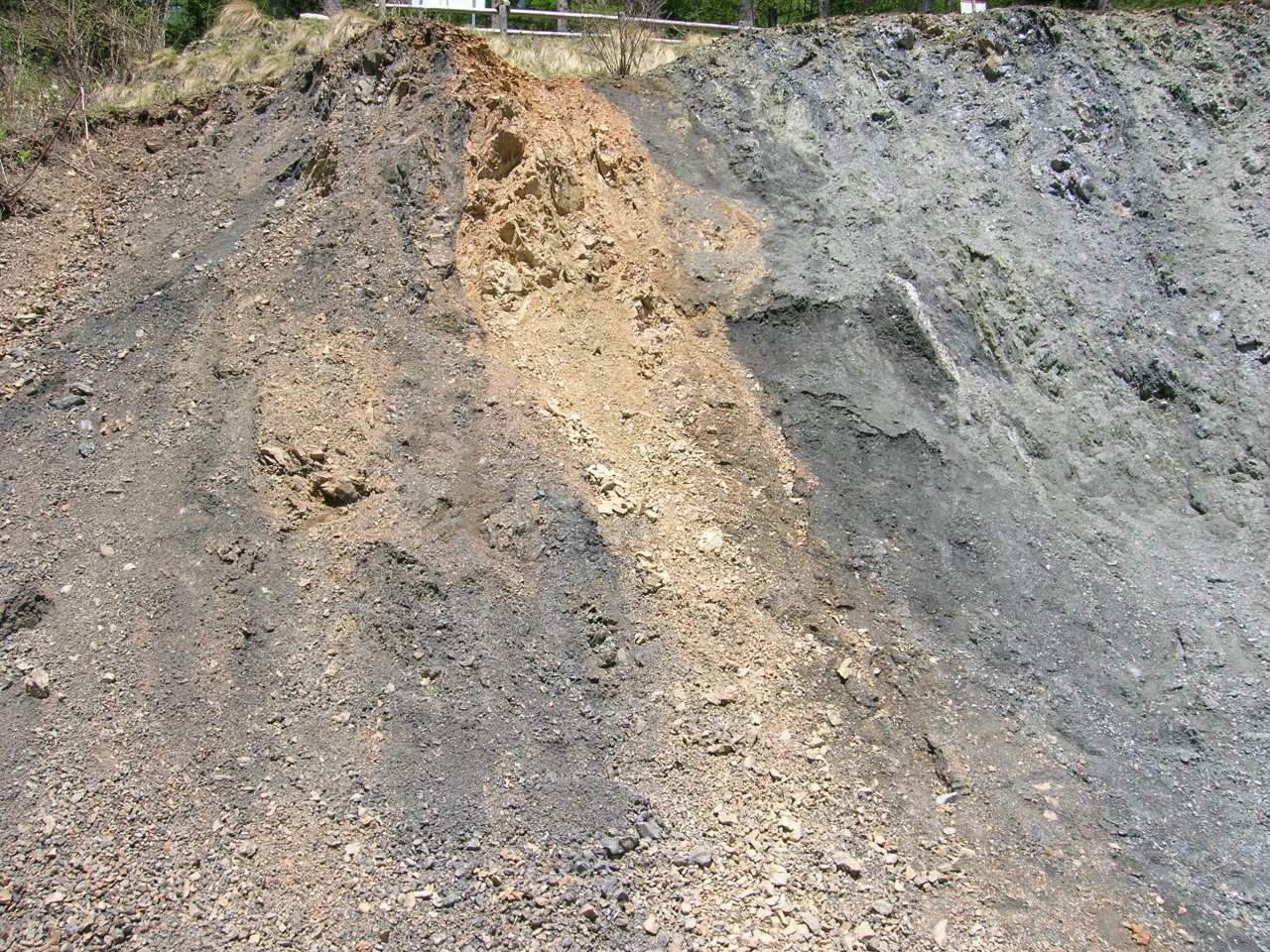
北川露頭（2008年）

鹿塩川（かしおがわ）は小渋川の支流である。中央構造線上の分杭峠に発し、構造線に沿って南流し、小渋川に合流する。この合流点で小渋川は西へ向きを変える。
鹿塩川の最大の支流は塩川といい、烏帽子岳(2726m)にある三伏峠(2607m)や本谷山(2658m)を源流としている。塩川源流から三伏峠へ登るルートは南アルプス縦走の玄関口として多くの登山者が利用する。
三六災害の際には鹿塩川方面でも大被害が出ており、規模の面では最大の土砂崩れが発生している。鹿塩川の流域では51戸の家屋が失われ、13名の死者行方不明者を出した。
鹿塩温泉
塩川沿いの鹿塩温泉は、源泉1kg中の塩分が25.85gという海水に匹敵する高濃度の食塩泉で、古来から塩の産地として栄えていた。遺跡の分布は鹿塩川流域の歴史が縄文時代にまでさかのぼることを示しており、諏訪地方と東海地方沿岸部の最短路である秋葉街道の要地だったと考えられている。1300年頃に成立した『吾妻鏡』にも「大河原鹿塩」として登場する。濃い塩分のため、昔から漬物など食用にも利用されている。明治初期から末期には、日本では珍しい井塩を原料とする製塩工場が操業され、明治中期からは、井塩からの鉱泉を利用して保養温泉も営まれるようになった。岩塩の採掘も試みられたが不首尾に終わり、この塩泉の塩分が何に由来するのかはいまもわかっていない。（詳細は鹿塩温泉参照。）
鹿塩マイロナイト
中央構造線に沿う鹿塩川流域では、構造線を挟んだ両側からの強い圧力によって岩盤が粉砕され、幅500mから1500mわたって圧砕帯が形成されている。これを鹿塩構造体と呼ぶ。この圧砕帯では、領家変成帯の古い花崗閃緑岩が砕かれて圧砕岩と珪質岩になっており、「鹿塩片麻岩（鹿塩マイロナイト）」とも呼ばれている。これは白亜紀後期の中央構造線でもっとも古い時代の活動を示すものと考えられており、中央構造線の活動期の最初期はこの地の名を冠して「鹿塩時階」と命名されている。
北川露頭
鹿塩川の上流で、分杭峠の麓にあたる北川地区でも中央構造線の大露頭があり、天然記念物「大鹿村の中央構造線（北川露頭・安康露頭）」になっている。ここでは三波川帯の黄緑色の岩と領家帯の赤い鹿塩片麻岩（鹿塩マイロナイト）のくっきりとした境目を間近に見ることができ、一般人が中央構造線を容易に観察できる場所としては最良の地と評価されている。
北川の三六災害
北川地区は明治時代に開拓されたことがある。もともとは明治初期に木材伐採が行われたのが始まりで、木地屋の集落が形成され、伐採後の緩斜面の農耕も始まった。明治から大正にかけては桑畑が広がり、養蚕で栄えて最盛期には110戸を数え、秋葉街道の運送馬車のために馬宿も営まれた。
1961年（昭和36年）の三六災害の頃には養蚕業の低迷で39戸にまで減っていたが、この時の鉄砲水と土砂崩れによってその全てが失われ、さらに桑園、学校、橋も喪失した。人的被害の観点では小渋川の大西山崩壊のほうが遥かに被害が大きかったが、土砂崩れの規模でいえば北川地区が最大だった。他方面への連絡路も全て失われたため、北川地区の被災状況が詳しく知られるまでは数日を要し、それまで住まいを失った全住民は山間地で散り散りになってのサバイバルを余儀なくされた。地区全体が壊滅した北川の再興は不可能で、全戸転出して無人となった。

### 四徳川
小渋峡は大鹿村、松川町、中川村の町村境になっており、南北両岸からさまざまな沢が流入する。なかでも北から来る四徳川（しとくがわ）は、駒ヶ根方面に抜ける折草峠から発する川で、三六災害ではこの河川沿いでも山の崩落があった。
四徳川に支流の小河内川が合流するあたりには、かつて四徳地区があった。四徳地区は平家の落人伝説のある村で、700年あまりの歴史を有し、災害時には80戸500人ほどの人口があった。付近は主に花崗岩からなる山に囲まれていて、この花崗岩が風化して脆弱な地層（真砂土）になっていた。
三六災害の集中豪雨によって発生した鉄砲水と土砂崩れに襲われ、四徳地区は全戸の8割に相当する61戸が被害を受けて7名の死者を出し、学校も失われた。この壊滅的被害によって、住民は集団移住をして集落は無人となった。
四徳にはもともと温泉（四徳温泉）があったが、集団移住に伴い、新たに生まれたダム湖（小渋湖）の湖岸の斜面まで湯を引き、新たに「小渋湖温泉」として再開発され中川村の観光の拠点となっている。
四徳川では、上流からいくつかの堰堤で取水し四徳発電所で利用している。その一部は山腹の灌漑にも利用されている。

## 自然環境

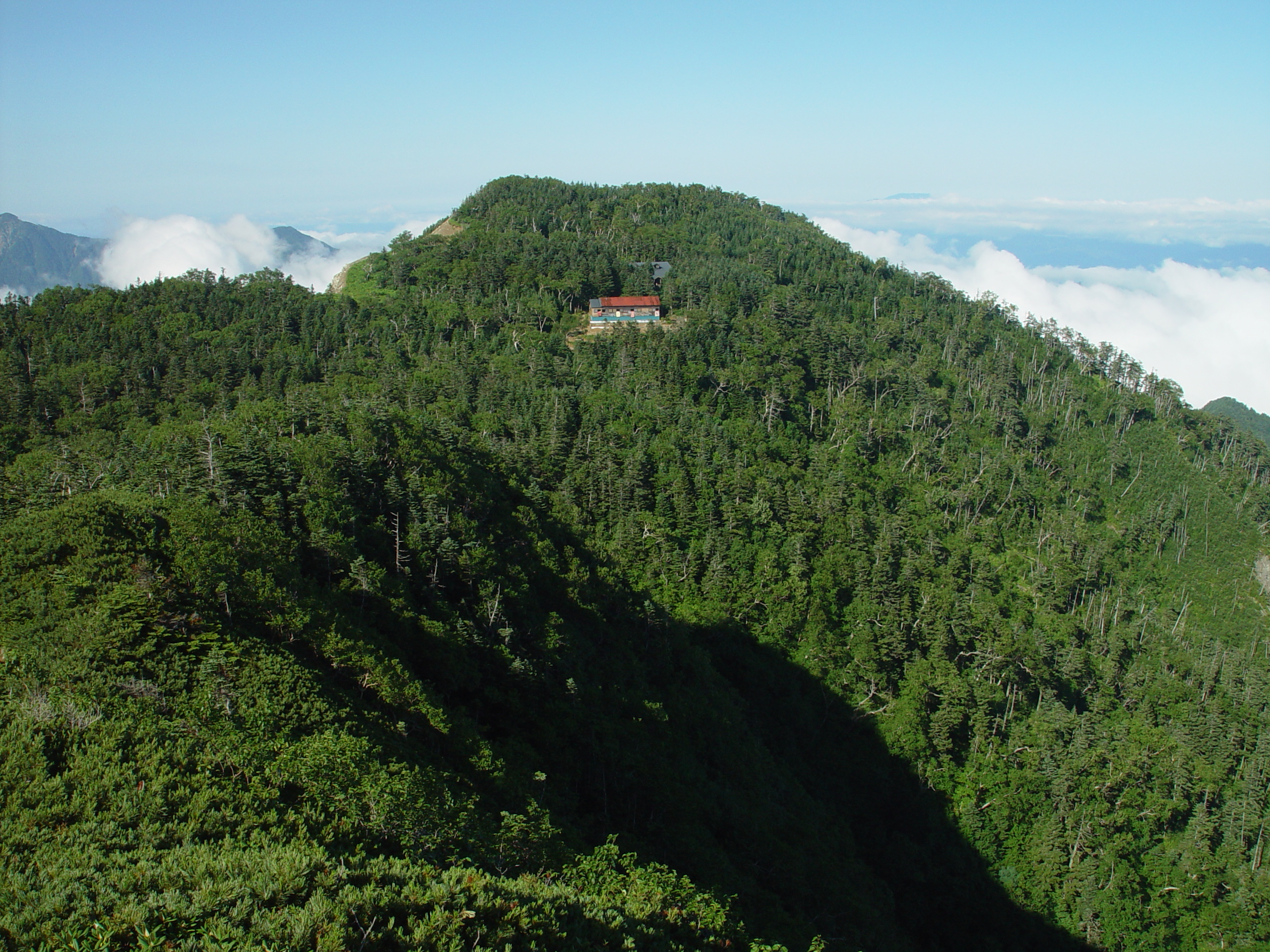
源流のひとつ、三伏峠の頂上付近

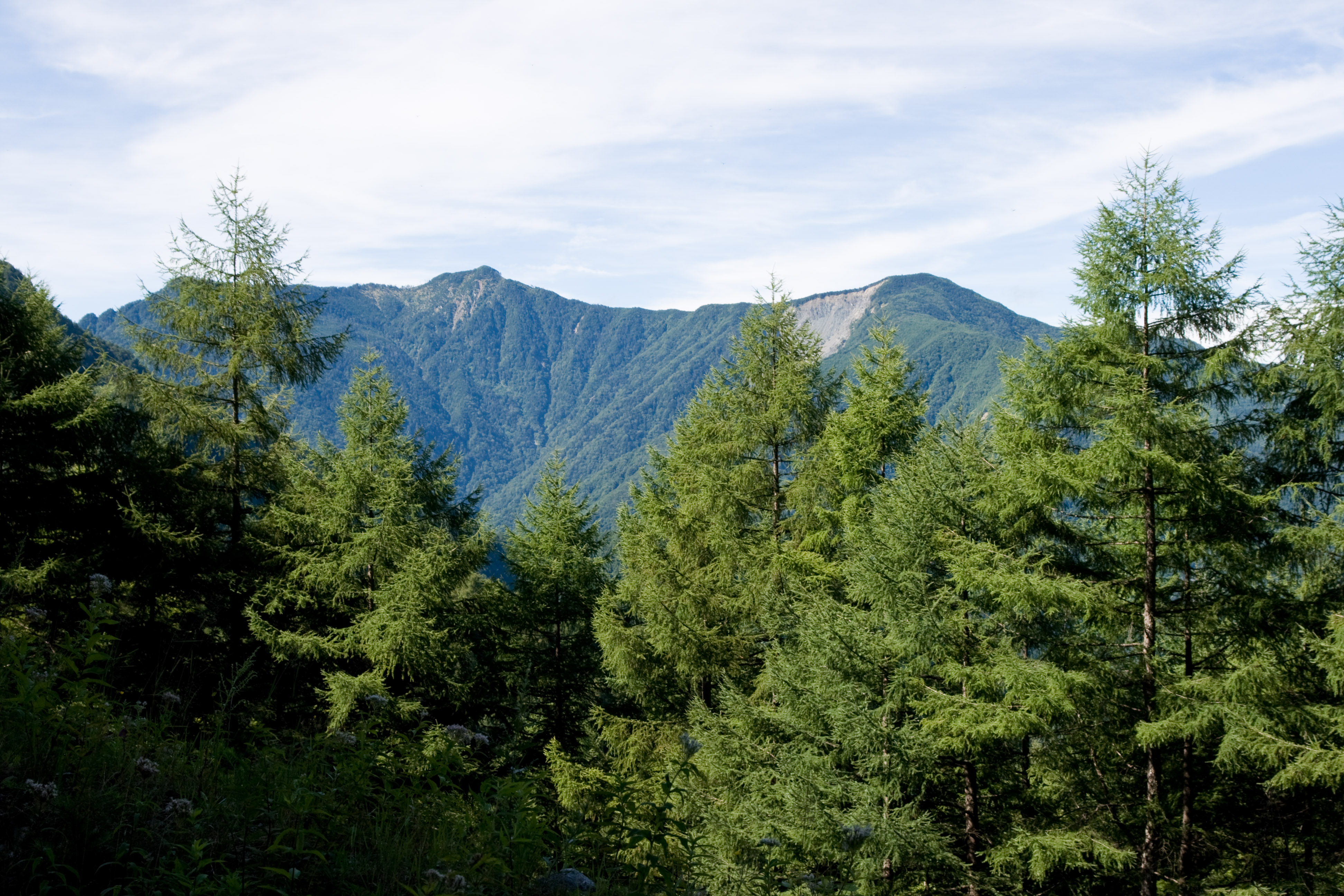
源流の南アルプスの針葉樹林

小渋湖をはじめとして小渋川の流域には天竜小渋水系県立自然公園が設定されている。また、源流一帯は水源かん養保安林となっており、開発には一定の制約がある。
異なる地質帯にまたがっていて、源流と下流で標高差が2000mもある小渋川流域には様々な環境があり、それに応じて動植物も多種多様である。

### 水質
小渋川は全域にわたって水質は良好で、水質汚濁に係る環境基準（水域類型指定）はAA類型となっており、生物化学的酸素要求量(BOD)もAA類型の環境基準を満たしている。

### 生物
小渋川の源流である南アルプス山麓は、豊かな植生に恵まれている。特にミズナラを中心とする広葉樹林、カラマツを中心とする針葉樹林が分布している。鳥類ではブッポウソウやミゾゴイなどの繁殖地になっている。
小渋川では、源流から下流の小渋ダムに至るまで様々な砂防施設や堰などの工作物がある。その中には魚道がないものや、小渋ダムのように魚の遡上が不可能なものもある。しかし水質はよく、人工的に放流されたものも含めて魚類をはじめとする水生生物は少なくない。また、水温が比較的低いため、冷水を好む魚介類が多く分布している。
近年には主に魚類を対象とした生息調査が行われているものの、その手法は直接的な調査ではなく、流域の漁業関係者などへの聞き取りが中心である。青木川や鹿塩川などでは渓流釣りなどのホビー向けとしてイワナやアマゴの放流が行われており、これらは小渋ダムよりも上流全域に分布している。特に小渋湖では大きく成長した個体が見られる。カジカは小渋川は水流が強すぎて生息が確認されていないが、青木川などの支流の流れが緩やかなあたりには分布している。このほか、小渋ダムの下流では温水性のウグイ、オイカワ、ナマズ、小渋湖には人工放流によるコイ、フナ、ワカサギ、ブラックバス、ブルーギルが生息している。
これらのうち、特にウグイやアマゴは自然に産卵をして繁殖しているものと推測されているが、その場所はわかっていない。いずれも人工的な放流も行われており、水産資源保護法の観点での保護は行われていない。

## 人の利用
小渋川流域のうち、とくに鹿塩川、小渋川中流、青木川は中央構造線に沿って直線上に並んでおり、諏訪地方と太平洋岸の最短ルートである秋葉街道が通じていた。とくに塩川に産する塩によって古くから知られており、鎌倉時代の『吾妻鏡』でも言及があるほか、南北朝時代には宗良親王による南朝方の東国の拠点となっていた。近世には、山深い小渋川一帯には年貢として木材の拠出が課されており、これを「榑木」と称した。
榑木の伐採は、小渋川源流の赤石岳や荒川岳の裾野で行われたほか、青木川や鹿塩川の流域でも広く行われており、伐採した木材は小渋川の水運で天竜川へと送られていた。もとからの脆弱な地盤に加えて、こうした伐採が土砂災害の遠因になったという見方もあるが、一度地すべりが起きた場所（地すべり地形）は次の地すべりまで数百年は安定し、耕作や定住の適地になるという見方もある。

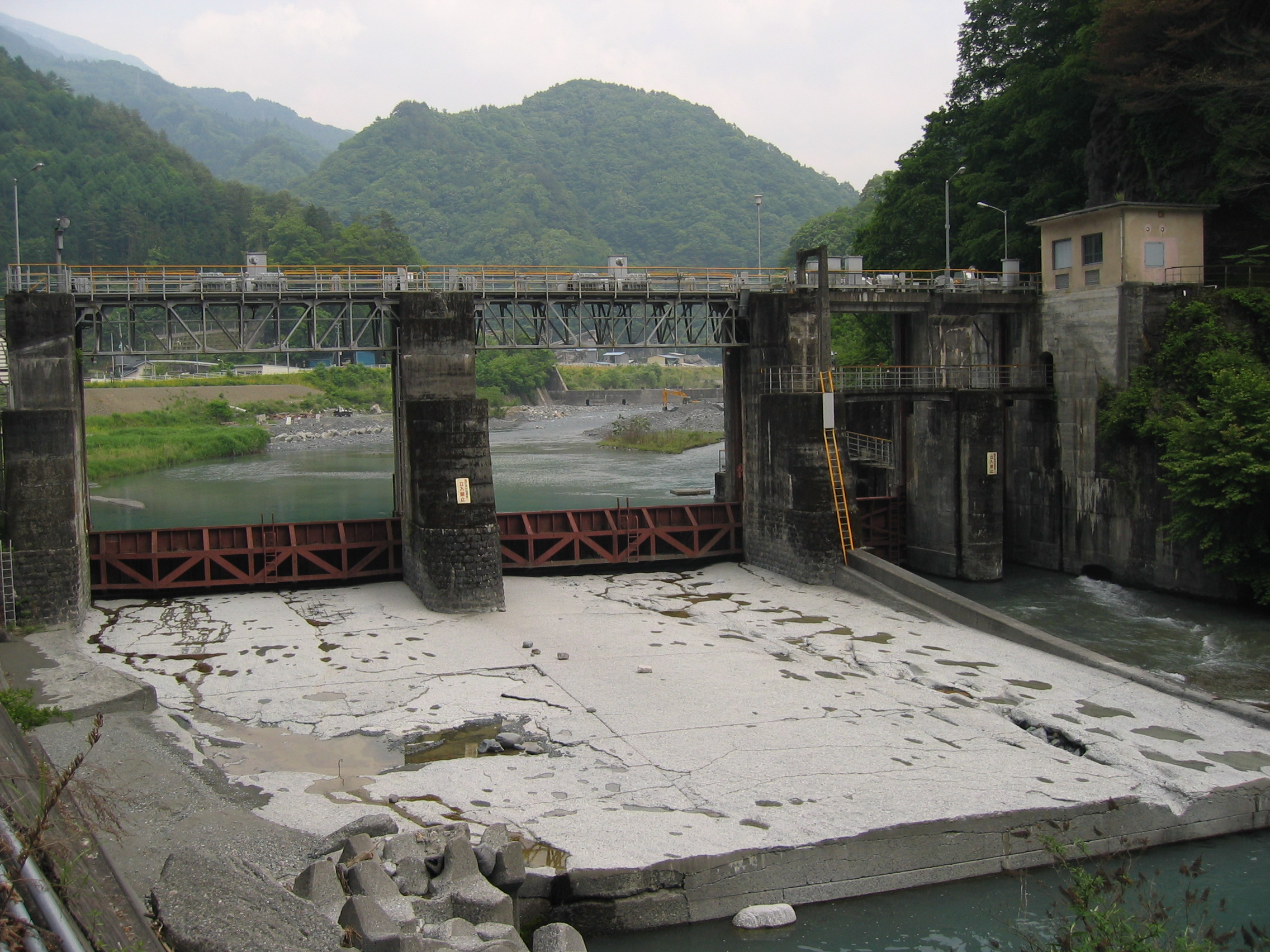
小渋峡の入り口で取水をしている生田ダム

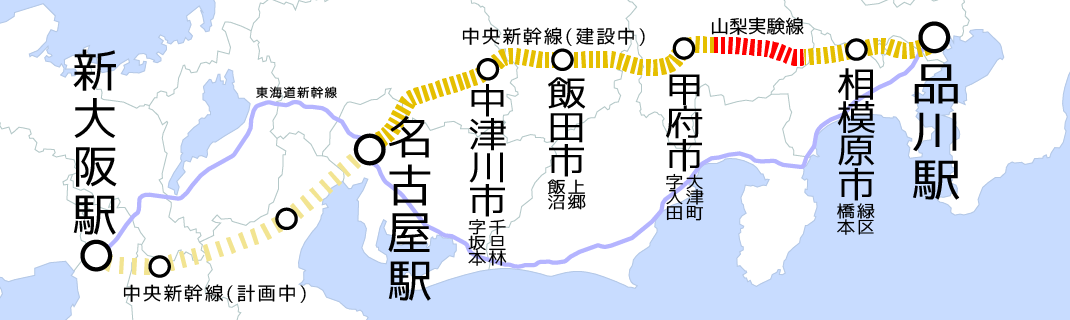
建設中の中央リニアは小渋川を渡る。

青木川などでは明治時代も木材の伐採が続けられたが、昭和に入ると天竜川の土砂災害対策の観点から砂防対策が重視されるようになった。太平洋戦争後はもっぱらこの観点から小渋川総合開発事業が策定され、小渋ダムをはじめ数々の砂防ダムの建設・整備が行われている。2000年代にはこれらの砂防施設で土砂の堆積能力の7割ほどを使い果たしているとみられており、貯まった土砂の搬出（砂利の採取）、土砂をバイパスする水路トンネルの建設なども行われている。
流域は平地に乏しい地勢のため本格的な稲作は困難だったが、小渋川と青木川の合流地点である島川原だけは例外的に水田が広がっている。これは江戸中期の文化年間に開墾が始まったもので、幕末、明治、大正、昭和と水田開拓事業が続けられてきた。新田は1961年（昭和36年）までに30町歩（約30ヘクタール）まで広がったが、三六災害で大変な被害を被った。
小渋ダムより下流では、天竜川沿いの農地の灌漑用水として利用されている。特に小渋ダムから取水する小渋川一貫水路は、ダムでの発電に用いたあと、分水してトンネル、暗渠、送水管で約20km先まで運ばれている。その途中の松川町、豊丘村、喬木村、飯田市で灌漑に用いられており、畑作や果樹園を中心に利用されている。このほか発電用のものとして、小渋川と鹿塩川の合流地点の堰（通称：生田ダム）から取水した水が、送水管と暗渠で生田発電所に送られて利用されている。
JR東海が進めている中央リニアは、小渋川を橋梁で横切る予定である。ちょうど鳶ヶ巣崩壊地付近を通過することになるという想定もあり、トンネルや橋梁の建設が技術的に可能かどうかを疑問視する指摘もある。これに対しJR東海では同地を「できる限り回避する」としている。また、赤石山脈付近では過去100年で40cmの隆起が確認されていて、山地ではこれを上回る隆起が今も継続していると推測されており、数多くの活断層の挙動も不明確で、こうした影響がどこまで織り込まれているのかは未知数とされている。経済的な観点からは、トンネル工事などにともなって膨大な量の土砂が排出されると見込まれるが、急斜面ばかりで平地に乏しい現地周辺にはそれらの土砂を堆積する余地はなく、遠方へ運び出すのに相当なコストがかかるはずであり、こうした費用が見込まれていないのではと不安視されている。
このほか、リニア建設による自然破壊、環境悪化、生態系破壊、景観毀損や、それによる観光業への悪影響などを危惧する観点からの反対意見もある。